# Obelisco di Opicina
L'obelisco di Opicina è un monumento situato nell'omonima piazza a 359 m s.l.m., nei pressi del quadrivio ove ha inizio la cosiddetta strada Napoleonica (strada Vicentina), ad Opicina, quartiere di Trieste

## Storia
Il monumento fu progettato nel 1834 da Biagio Valle, figlio di Valentino Valle, all'epoca studente di architettura.
Secondo la camera di commercio di Trieste, committente dell'opera, l'obelisco avrebbe dovuto essere inaugurato il 22 ottobre 1838 dall'imperatore Francesco I. Tuttavia, il progetto andò incontro a numerosi contrattempi, tra cui un lungo dibattito su dove posizionarlo, un incidente al carro che lo stava trasportando dalla cava Zagorsko di Monrupino e la rottura dell'argano impiegato per erigerlo.
La costruzione dell'obelisco venne completata il 30 marzo 1839, ma non fu organizzata alcuna cerimonia ufficiale d'inaugurazione.
Alla base dell'obelisco è presente la dedica del monumento:
AUGUSTUS VIAM
MUTUIS COMMODIS
ITALIE GERMANIA AB
TERGESTE AD VERTICEM
OCRAE SUBACTO IUGO
APERTUIT MUNIVIT
Sul lato posteriore è indicata la committenza:
ALPHONSO PORCIA PRINC
PRAEFECTO PROVINCIAE
COLLEGIUM MARCATORUM
TERGESTINAE CIVITATIS
NOVAE MUNIFICENTIAE
AUGUSTI MONUMENTO